# Primeira Divisão de 1944–45
A Primeira Divisão de 1944-45 foi a 11.ª edição do Campeonato Português de Futebol.
Nesta edição o número de equipas participantes foi 10. O vencedor do campeonato foi o Benfica que venceu o sexto título da sua história.

## Os 10 clubes participantes
| Equipa            | Participações    | Cidade    | No campeonato desde | Época 1943/1944 |
| ----------------- | ---------------- | --------- | ------------------- | --------------- |
| Sporting          | 11 participações | Lisboa    | 1934/1935           | 1°              |
| Benfica           | 11 participações | Lisboa    | 1934/1935           | 2°              |
| FC Porto          | 11 participações | Porto     | 1934/1935           | 4°              |
| Belenenses        | 11 participações | Lisboa    | 1934/1935           | 6°              |
| Académica         | 11 participações | Coimbra   | 1934/1935           | 9°              |
| Vitória Setúbal   | 6 participaçőes  | Setúbal   | 1943/1944           | 7°              |
| Olhanense         | 4 participações  | Olhão     | 1941/1942           | 5°              |
| Vitória Guimarães | 4 participações  | Guimarães | 1941/1942           | 8°              |
| Salgueiros        | 2 participações  | Porto     | 1943/1944           | 10°             |
| Estoril           | Estreante        | Estoril   | 1944/1945           | Segunda Divisão |

## Classificação

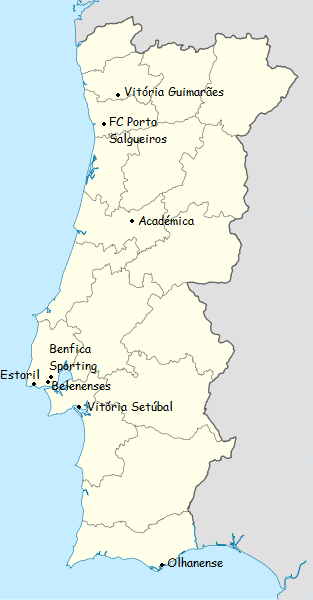
Os 10 clubes participantes

| Pos | Equipa            | J  | V  | E | D  | GM | GS  | Diff | Pts |
| --- | ----------------- | -- | -- | - | -- | -- | --- | ---- | --- |
| 1   | Benfica           | 18 | 14 | 2 | 2  | 79 | 26  | +53  | 30  |
| 2   | Belenenses        | 18 | 13 | 1 | 4  | 72 | 29  | +43  | 27  |
| 3   | Sporting          | 18 | 13 | 1 | 4  | 57 | 37  | +20  | 27  |
| 4   | FC Porto          | 18 | 9  | 2 | 7  | 64 | 48  | +16  | 20  |
| 5   | Vitória Setúbal   | 18 | 9  | 1 | 8  | 44 | 49  | -5   | 19  |
| 6   | Estoril           | 18 | 6  | 4 | 8  | 44 | 34  | +10  | 16  |
| 7   | Olhanense         | 18 | 6  | 4 | 8  | 41 | 41  | 0    | 16  |
| 8   | Vitória Guimarães | 18 | 4  | 3 | 11 | 32 | 57  | -25  | 11  |
| 9   | Académica         | 18 | 4  | 1 | 13 | 33 | 65  | -32  | 11  |
| 10  | Salgueiros        | 18 | 2  | 1 | 15 | 30 | 110 | -80  | 5   |

## Calendário
|                   | BF  | SP  | BL  | PT  | VS  | OL  | EP  | VG   | AC   | SG   |
| Benfica           |     | 4-1 | 1-2 | 7-2 | 7-2 | 2-2 | 2-0 | 5-0  | 6-1  | 11-3 |
| Sporting          | 0-2 |     | 2-1 | 5-4 | 3-0 | 2-0 | 3-2 | 5-2  | 5-3  | 8-2  |
| Belenenses        | 1-3 | 2-4 |     | 3-2 | 3-1 | 1-0 | 2-1 | 4-1  | 15-2 | 14-1 |
| FC Porto          | 4-3 | 3-1 | 2-6 |     | 3-0 | 5-1 | 2-2 | 10-0 | 2-4  | 9-0  |
| Vitória Setúbal   | 3-8 | 4-1 | 2-3 | 1-2 |     | 3-2 | 5-3 | 4-2  | 2-0  | 4-1  |
| Olhanense         | 1-3 | 2-4 | 4-3 | 2-2 | 3-3 |     | 0-0 | 3-2  | 8-4  | 4-1  |
| Estoril           | 1-1 | 1-2 | 1-2 | 8-1 | 3-1 | 1-2 |     | 5-2  | 2-1  | 4-0  |
| Vitória Guimarães | 1-2 | 3-3 | 1-1 | 3-0 | 1-2 | 2-1 | 2-1 |      | 4-1  | 4-4  |
| Académica         | 2-6 | 1-2 | 0-3 | 1-3 | 1-2 | 1-0 | 2-2 | 3-0  |      | 5-1  |
| Salgueiros        | 0-6 | 1-6 | 1-6 | 1-8 | 3-5 | 2-6 | 4-7 | 3-2  | 2-1  |      |

## Melhores Marcadores
Francisco Rodrigues futebolista português do Vitória de Setúbal, foi o melhor marcador da época, tendo marcado 21 golos.
| #   | Jogador             | Clube           | Golos |
| 1   | Francisco Rodrigues | Vitória Setúbal | 21    |
| ... | ...                 | ...             | ...   |

## Campeão
| Primeira Divisão 1944-45 |
| ------------------------ |
| Benfica 6° título        |